# Trachyspermum podlechii
Trachyspermum podlechii är en flockblommig växtart som först beskrevs av Leute, och fick sitt nu gällande namn av Hedge, Lamond och Karl Heinz Rechinger. Trachyspermum podlechii ingår i släktet ajowaner, och familjen flockblommiga växter. Inga underarter finns listade i Catalogue of Life.